# Asako Narahaši
Asako Narahaši (楢橋 朝子, Narahaši Asako; * 1959 Tokio) je japonská fotografka se sídlem v Tokiu. Její práce je popisována jako vytváření klidné a osamělé krajiny; její fotografie představovala scény z Amsterdamu i Japonska. V roce 2008 získala cenu Higašikawy.

## Výstavy
- 2008 – Half awake and half asleep in the water, Yossi Milo Gallery, New York
- 2009 – Coming Closer and Getting Further Away", Tokyo Art Museum, Tokio
- 2016 – Half awake and half asleep in the water, Festival Images Vevey, Švýcarsko

## Publikace
- Asako Narahaši: Funiculi Funicula. Fotografie 1998–2003 (2004)